# Hans Peter Lorich
Hans Peter Lorich (Lorck)
född 22 juli 1712 i Fosie prästgård i Fosie församling, död 29 april 1798 i Hjärsås prästgård i Hjärsås församling, var en svensk rektor och  präst.
Lorich blev student vid Lunds universitet 1727 och magister där 1734 samt docent vid filosofiska fakulteten vid Lunds universitet 1735. Han blev konrektor vid trivialskolan i Malmö 1740 och rektor där 1743. Lorich prästvigdes 1748 och blev kyrkoherde i Osby och Loshults församlingars pastorat i Lunds stift 1752. Han blev prost över egna församlingar 1758 samt kyrkoherde i Hjärsås och Knislinge församlings pastorat 1762. Han var häradsprost över Östra Göinge kontrakt 1766–1790. På anmodan av biskop Henric Benzelius skrev han flera arbeten 1746 som inte kom i tryck, bland annat en logica där ett utdrag användes vid trivialskolan i Malmö.
Han var son till kyrkoherden Hans Pedersson Lorich (1682–1733) och Metta Larsdotter Hartman (1670–1752) som var dotter till byfogden Laurits Nielsen Hartman samt gift första gången 1740 med Elsa Maria Corvin (1715–1740) som var dotter till kyrkoherden Samuel Fredrik Corvin (1681–1735) och andra gången 1741 med Maria Sofia Hellman (1718-1744) som var dotter till kyrkoherden Nicolaus Hellman (1682–1752) samt tredje gången 1745 med Elisabeth Psilander (1726–1787) som var dotter till major Nils Psilander (1682–1734). Han blev far till fem barn, varav sonen Nils Lorich blev krigsråd.
Lars Peter Wåhlin höll ett åminnelse-tal över Hans Peter Lorich vid prästmötet i Lund 11 september 1799, som på begäran av stiftets prästerskap trycketes.